# Jonathan Paul
Jonathan Paul é um ativista norte-americano que luta pelas causas ambientais e pelos direitos dos animais.

## Prisão
Jonathan foi preso em Janeiro de 2006, no que é considerado ter sido o maior cerco da história policial à ativistas ambientais e dos direitos dos animais. Foi o que o FBI chamou de "Operation Backfire", mas ficou mais conhecida entre aqueles que suportam causas ecológicas e críticos como "Ameaça Verde".
Jonathan aceitou um acordo para redução de pena caso ele admitisse culpa no caso do incêndio do matadouro Cavel West. Em solidariedade para com outros três acusados, o acordo incluiu a condição de que nenhum dos quatro seriam requeridos a implicar ou identificar nenhum outro indivíduo além de si mesmos, ou testemunhar na corte contra qualquer outra pessoa. Dos 10 acusados, apenas quatro assinaram este acordo, sendo eles: Daniel McGowan, Nathan (Exile) Block, Joyanna (Sadie) Zacher e Jonathan. Alguns meses antes, os outros 6 acusados asssinaram acordos de confissão diferentes, que requeriam que eles implicassem outras pessoas.
Jonathan Paul está sendo representado pelo advogado Marc Blackman.

## Atividades prévias a Cavel West
Jonathan Paul tem sido vegan por mais de 25 anos, desde a adolescência, não fazendo uso de nenhum produto de origem animal, e ajudando gatos e cães abandonados.
Em 1987 Jonathan se tornou co-fundador da Hunt Saboteurs US, e por 5 anos ele ativamente protegeu espécies como carneiro-selvagem, veado, urso-negro-asiático de caçadores, colocando seu corpo entre suas armas e os animais.
Em 1990 Jonathan passou a documentar fazendas de criação de pele, pelos EUA. Se fingindo passar por comprador legítimo, ele comprou uma fazenda em Montana e reabilitou mais de 65 visons, 2 linces e 2 linces pardos.
Em 1995 ele co-fundou a organização sem fins lucrativos Sea Defense Alliance, para impedir anuais a tubarões nas águas de Santa Cruz, Califórnia e para protestar contra barcos com sonar de baixa frequência à procura de óleo na costa de Santa Barbara, Califórnia.

## Animal Liberation Front
Jonathan estava envolvido ações para liberar animais cuja responsabilidade foi assumida pela Animal Liberation Front (ALF), uma organização clandestina internacional de resgatadores de animais que quebram a lei para salvar animais de laboratórios de pesquisa, abatedouros, fazendas para a criação de peles - qualquer lugar em que os animais estejam presos ou sejam maltrados.
Durante suas duas décadas associado ao ALF, Jonathan realizou o resgate de cães, gatos, macacos, ratos, coelhos, cavalos selvagens (notóriamente do Bureau of Land Management, onde eles seriam mortos para o consumo da carne) e visons.
Em 1997 Jonathan ajudou a queimar e destruir o matadouro Cavel West, um matadouro em Oregon que matava 500 cavalos por semana. Ele recebeu a mais dura sentença do que qualquer outro ativista indiciado, uma vez que ele se recusou a delatar outros nomes de possíveis envolvidos em troca de uma redução na pena, e porque o governo americano o vê como um líder da defesa dos Direitos dos Animais.
Por anos, residentes de Redmond, Oregan, onde Cavel West estava localizado, tentaram fechar o matadouro por conta do mau cheiro, os gritos dos animais, e porque o sangue dos cavalos era tanto ao ponto de entupir o sistema de esgoto local.
Ironicamente, Jonathan veio a se tornar um altamente condecorado bombeiro e agente de socorro emergente técnico (SET) em 1999. Segundo o próprio, ele foi inspirado por sua irmã, Caroline, que havia sido bombeira por 13 anos. Jonathan foi nomeado Bombeiro Revelação de 1999 e Bombeiro do Ano por três anos consecutivos, assim como Provedor de SET do Ano, e dois outros Prémios por Excelência.
Em 2005, ele dirigiu um "Ônibus Baleia" educando crianças em idade escolar sobre baleias e outros mamíferos marinhos ameaçados.

## Manifesto
Da prisão, Jonathan emitiu uma série de cartas manifestando sua opinião a respeito do sistema legislativo vigente, negligência governamental para com os animais, e terror. Segundo Jonathan:

"O uso do termo “ecoterrorista” pelo governo funciona bem para com seus planos de indução de medo e paranoia que induzem o público a ser complacente, passivo e silenciado. Depois dos ataques do dia 11 de Setembro o governo proclamou que qualquer um que se oponha às políticas de nosso governo seria agora classificado como "terrorista". Esta foi a oportunidade perfeita para começar a picar a Constituição e a dominar nossas liberdades civis, protegidas pela Constituição, pelo uso do medo. Por induzir o medo no público americano, nosso governo, e as corporações que controlam o governo, começou a criminalizar o direito das pessoas de se opor à suas práticas, por conseguinte,  reforçando sua premissa - o máximo dos lucros para 1% da população, os super-ricos e a elite. Isto é tudo muito perturbador para mim, não apenas nossos direitos têm sido pisados, mas, mais importante, porque eles tem destruído nosso mundo natural com impunidade. A guerra contra a Natureza é diretamente relacionada com a guerra contra a Constituição."
Jonathan Paul foi condenado sob a acusação de conspiração e incêndio criminoso, a 51 meses de confinamento à Instituição Correcional Federal em Phoenix, Arizona.